# Agriornis
Az Agriornis vagy gébicstirannusz a madarak (Aves) osztályának verébalakúak (Passeriformes) rendjébe és a királygébicsfélék (Tyrannidae) családjába tartozó nem.

## Rendszerezésük
A nemet John Gould angol ornitológus írta le 1839-ben, az alábbi fajok tartoznak ide:
- Agriornis montanus
- Agriornis murinus
- fehérfarkú gébicstirannusz (Agriornis albicauda)
- Agriornis lividus
- patagóniai gébicstirannusz (Agriornis micropterus)

## Előfordulásuk
Dél-Amerika nyugati és déli részén honosak. A természetes élőhelyeik a nyílt térségek.

## Megjelenésük
Testhosszuk 24-28 centiméter közötti. Tollazatukra a barna és a szürke szín a jellemző.